# グラヴィーナ・ディ・カターニア
グラヴィーナ・ディ・カターニア（イタリア語: Gravina di Catania）は、イタリア共和国シチリア州カターニア県にある、人口約2万5000人の基礎自治体（コムーネ）。

## 地理

### 位置・広がり
カターニア県のコムーネ。県都カターニアから北北西へ6kmの距離にある。

#### 隣接コムーネ
隣接するコムーネは以下の通り。
- カターニア
- マスカルチーア
- サンターガタ・リ・バッティアーティ
- トレメスティエーリ・エトネーオ